# Conradin Clavuot
Conradin Clavuot (* 1962 in Davos) ist ein Schweizer Architekt.

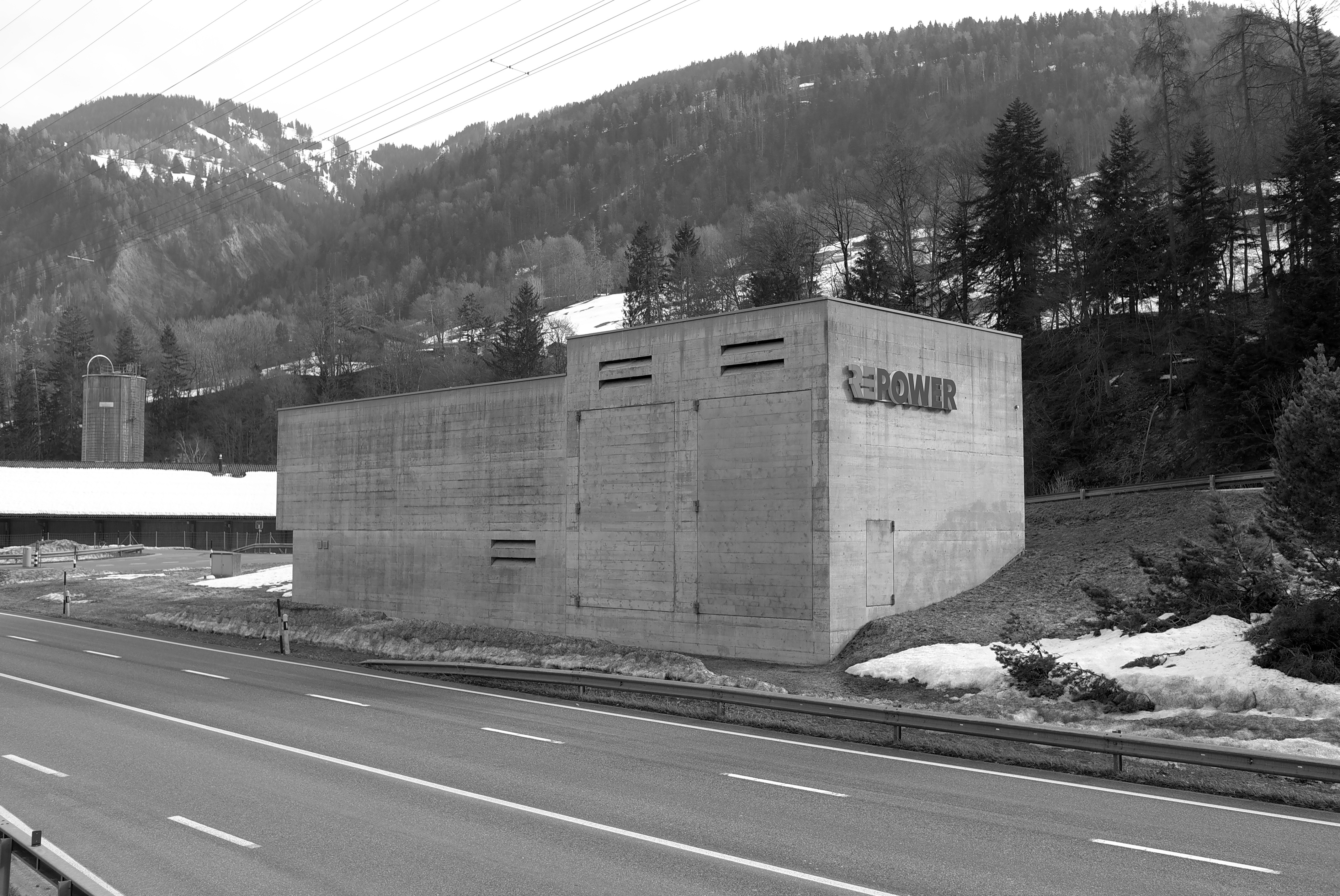
Unterwerk Vorderprättigau bei Seewis

## Werdegang
Conradin Clavuot machte 1982 seine Matura an der Bündner Kantonsschule in Chur. Anschließend studierte er Architektur an der Eidgenössischen Technischen Hochschule Zürich, unter anderem war er Schüler der Analogen Architektur unter Miroslav Šik. Als Praktikant war er 1985 im Atelier von Peter Zumthor in Haldenstein tätig. Er graduierte 1988 bei Fabio Reinhart. Daraufhin eröffnete er ein Architekturbüro in Chur. Mitarbeiter waren Men Duri Arquint, Reto Liechti und Norbert Mathis.
Clavuot war zwischen 2003 und 2006 als Gastdozent an der ETH Zürich und zwischen 2010 und 2016 als Gastprofessor an der Universität Liechtenstein tätig.

## Mitgliedschaften
- Schweizerischen Werkbund
- Bund Schweizer Architekten
- Bündner Heimatschutz

## Bauten (Auswahl)

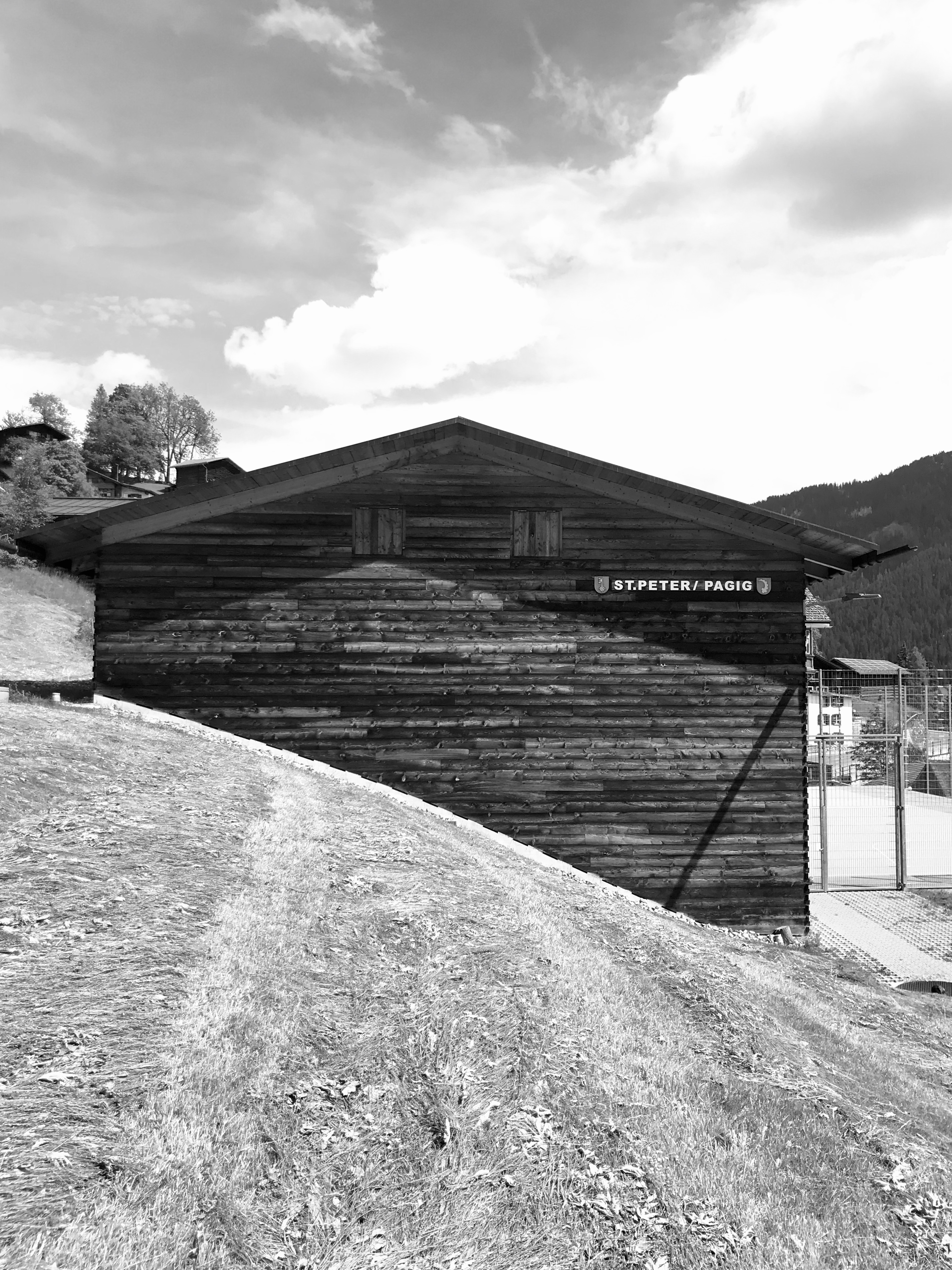
Schulhaus St. Peter

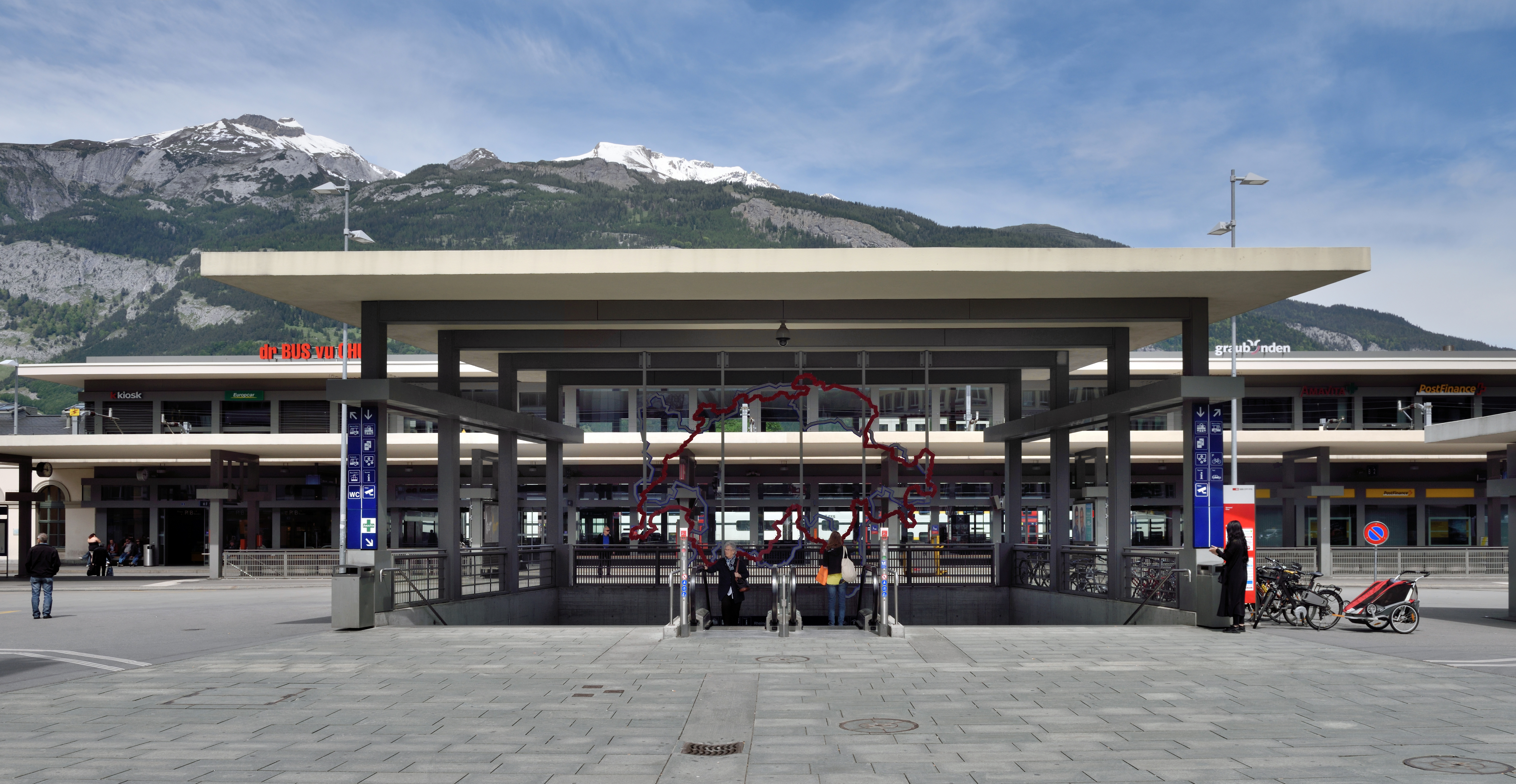
Neugestaltung Bahnhof Chur

- 2017: Areal Pulvermühle, Chur mit Landschaftsarchitekt Müller Illien
- 2017: Erweiterung Montalinschulhaus, Chur (von Richard Brosi)
- 2016: Eisstupa, Pontresina
- 2016: Umbau Haus Zinsli, Chur (von Paul Gredinger)[10]
- 2016: Feuerwehr, St. Moritz
- 2014: Haus Carboni Brot, Rhäzüns mit Bauingenieur Plácido Pérez
- 2011: Haus Kuoni, am Lago Maggiore mit Bauingenieur Plácido Pérez[11][12]
- 2011: Appartementhaus, Flims
- 2010: Bachausbau, Churwalden
- 2010: Bäckerei Merz, Chur[13]
- 2008: Neugestaltung Bahnhof Chur
- 2008: Haus Röthe, Lenz
- 2007: Otto und Alex - Bahnhofplatz, Chur
- 2002: Haus Liver Hornauer, Thusis
- 2002: Haus Raselli-Kalt, Poschiavo mit Bauingenieur Edy Toscano[14]
- 2002: Haus Clavuot-Merz, Haldenstein mit Bauingenieur Jürg Buchli[15]
- 2000: Rossboden Garage, Chur
- 1999–2000: Haus Wieland-Held, Felsberg mit Bauingenieur Plácido Pérez
- 1996–1999: Schulhaus St. Peter[16][17]
- 1993–1994: Unterwerk Vorderprättigau, Seewis mit Ingenieur Jürg Conzett

## Auszeichnungen und Preise
- 2013: Auszeichnung für gute Bauten Graubünden für Bachausbau, Churwalden[18]
- 2011: Brunel Award für Neugestaltung Bahnhof Chur
- 2005: Das beste Einfamilienhaus für Haus Raselli, Poschiavo[19]
- 2001: Auszeichnung – Neues Bauen in den Alpen für Haus Wieland-Held, Felsberg
- 2001: Auszeichnung für gute Bauten Graubünden für Haus Wieland-Held, Felsberg
- 1999: Auszeichnung – Neues Bauen in den Alpen für Schulhaus St. Peter[20]
- 1999: Schweizer Holzbaupreis für Schulhaus St. Peter
- 1996: 1. Preis Eissporthalle, St. Moritz mit Giuliani Hönger und Bauingenieur Walter Bieler (nicht ausgeführt)[21]
- 1995: Neues Bauen in den Alpen für Unterwerk Vorderprättigau[22]
- 1994: Auszeichnung für gute Bauten Graubünden für Unterwerk Vorderprättigau

## Bücher
- Eva Willenegger, Lukas Imhof, Miroslav Šik (Hrsg.): Analoge Altneue Architektur. Quart Verlag, Luzern 2018
- Conradin Clavuot (Hrsg.): Conradin Clavuot Architekt. Niggli Verlag, Sulgen 2008, ISBN 978-3-7212-0562-6
- Christoph Mayr Fingerle (Hrsg.): Neues Bauen in den Alpen – Architekturpreis 2006. Birkhäuser Verlag, Basel • Boston • Berlin 2006
- Jahrbuch 2006. Architektur: Lehre und Forschung DARCH - Department Architektur. Ausgewählt von den Professuren und Dozenten des Departements Architektur der ETH Zürich
- Christoph Mayr Fingerle (Hrsg.): Neues Bauen in den Alpen – Architekturpreis 1999. Birkhäuser Verlag, Basel • Boston • Berlin 1999
- Christoph Mayr Fingerle (Hrsg.): Neues Bauen in den Alpen – Architekturpreis 1995. Birkhäuser Verlag, Basel • Boston • Berlin 1995
- Conradin Clavuot, Jürg Ragettli (Hrsg.): Die Kraftwerkbauten im Kanton Graubünden. Mit Fotografien von Christian Kerez. Verlag Bündner Monatsblatt, Chur 1991
- Deutsches Architekturmuseum (Hrsg.): Architektur im 20. Jahrhundert. Schweiz. Prestel, München 1998
- J. Christoph Bürkle (Hrsg.): Junge Schweizer Architekten. Niggli Verlag, Sulgen 1997

## Interviews
- Conradin Clavuot: Skulpturaler Eispalast zur Gletscherrettung | SRF Kulturplatz